# ラフム
ラフム（またはラーム〈Lahmu〉）は、バビロニア神話に登場する神で、アプスーとティアマトから最初に生まれた。姉弟のラハムとの間に、アンシャルとキシャールをもうけた。
ラフムはある時は大蛇として、またある時は赤い帯と6つの巻き髪を持つ男性として描かれる。常にラハムとともに描かれており、海の沈泥（シルト）を表現すると考えられている。シュメール期において、ラフムは「泥」の意であり、都市エリドゥにおいて神エンキを祀るアプスー寺院の門番に与えられる称号を指すこともあった。象徴的な意味においては、ペルシャ湾口における淡水（アプスー）と海水（ティアマト）が混ざり合う部分にあるシルト（泥）質の島をさすこともある。
また、イエス・キリスト生誕の地として有名な「ベツレヘム」の由来は、一般的にはヘブライ語で「パンの家」(House of the Bread)とされているが、カナン語のラフムが一部参照されているとする説もある。